# Adrian Grasse
Adrian Grasse, né le 20 janvier 1975 à Berlin, est un homme politique allemand. 

## Biographie
Adrian Grasse naît le 20 janvier 1975 à Berlin. Membre de CDU/CSU, il est élu au Bundestag en 2025.